# Judomaster
Judomaster è il nome di diversi personaggi dei fumetti. In origine il personaggio è stato creato dall'autore Joe Gill e dal disegnatore Frank McLaughlin, ed è apparso per la prima volta in Special War Series n. 4 (novembre 1965) della Charlton Comics.

## Biografia del personaggio

### "Rip" Jagger
L'identità segreta di Judomaster è stata quella di Hadley "Rip" Jagger, un sergente dell'Esercito degli Stati Uniti d'America nella Seconda guerra mondiale. Egli salvò la figlia di un comandante di un'isola del Pacifico che in cambio gli insegnò l'arte marziale dello Jūdō. Ha una "spalla" di nome Tiger. Nella serie di Nightshade presente all'interno di Captain Atom, viene mostrato un Tiger adulto che è l'istruttore di arti marziali di Nightshade.
Il fumetto di Judomaster durò dal numero 89 al numero 98, ovvero dal giugno del 1966 al dicembre del 1967.
Insieme alla maggior parte dei supereroi della Charlton, i diritti del personaggio di Judomaster vennero venduti alla DC Comics. È stato citato come membro dell'All-Star Squadron, un team di supereroi della II guerra mondiale della DC, sebbene non sia mai apparso in una storia pubblicata come membro di questo gruppo. Il suo compagno che gli faceva da spalla, Tiger, divenne in seguito il criminale Avatar nel fumetto L.A.W. della DC, che riunì tutti i personaggi della Charlton che avevano comprato. Da allora è apparso solo in poche occasioni.
Judomaster è stato ucciso quando prese parte alla grande battaglia di Metropolis in Crisi infinita n. 7, durante la quale il supercriminale Bane gli spezzò la schiena.
La presentazione di Checkmate n. 12 recita, «Si ottiene Una Crisi Infinita quando il figlio di Judomaster (Thomas Jagger) affronta Bane, l'assassino di suo padre!». Thomas Jagger è l'attuale 'Cavaliere Bianco dei Re' dei Checkmate.

### Judomaster 2
Un secondo Judomaster è stato creato da Paul Kupperberg e dal disegnatore Michael Collins. In Justice League Quarterly n.14 (1994), Andreas Havoc, un nemico di (Thunderbolt) sfida Cannon a battersi, sentendo che la sua posizione di "Vajra" sia stata rubata da Cannon. Blue Beetle (Ted Kord), Capitan Atom e Nightshade assistono il loro amico nel combattimento contro Havoc durante una battaglia psichica mentre il nuovo Judomaster aiuta a salvare gli eroi nel mondo fisico.

### Judomaster 3: Sonia Sato
Un nuovo Judomaster è apparso in Birds of Prey n. 100, insieme a Big Barda e Manhunter. Tutti vengono reclutati da Oracle per irrompere in una prigione messicana. A differenza degli altri Judomaster, in questo caso si tratta di una donna, Sonia Sato, conformemente al gruppo interamente femminile delle Birds of Prey. Sonia in seguito si unirà alla Justice Society of America.

## Altre versioni
- Una versione femminile si può ritrovare nel crossover Kingdom Come di Alex Ross e Mark Waid, come membro del Justice Battalion di Magog, insieme ai rimanenti 'Action Heroes' della Charlton. Apparentemente viene uccisa insieme agli altri membri quando viene ucciso Capitan Atom.
- Nel numero finale di 52, viene rivelato un nuovo Multiverso, consistente in origine di 52 realtà identiche. Tra le realtà parallele mostrate ce n'è una denominata "Terra-4". A causa degli aspetti di questa realtà dovuti a Mr.Mind, sono presenti aspetti simili alla Terra-4 pre-Crisi, e tra questi sono compresi Judomaster ed altri personaggi Charlton. I nomi dei personaggi non vengono menzionati nella vignetta in cui essi appaiono: Judomaster assomiglia molto alla versione Rip Jagger di Judomaster.[2]

## Altri media
- Judomaster appare nella serie televisiva Peacemaker, interpretato da Nhut Le. In questa versione  è un mercenario esperto nelle arti marziali assoldato dal senatore Royland Goff come guardia del corpo: egli è perfettamente consapevole che Goff è in realtà controllato dalla regina della specie aliena nota come "farfalle", ma sceglie di servirla condividendo il suo obbiettivo finale, ovvero la ricerca della pace per la Terra attraverso il controllo delle persone al governo. Dopo che la famiglia di Goff viene assassinata dallo squilibrato Vigilante, membro della Task Force X, Judomaster sconfigge sia lui che il suo amico Peacemaker consegnandoli al suo capo. Successivamente fa per andarsene in auto ma viene intercettato e sconfitto dal membro della Task Force X John Economos. Catturato dalla squadra, egli riesce a fuggire ingaggiando nuovamente una lotta senza esclusione di colpi con il rivale Peacemaker: una volta sconfitto fa per rivelargli un segreto sulle Farfalle venendo però colpito al petto e ferito gravemente dalla recluta Leota Adebayo. In seguito riesce a fuggire nuovamente e  affronta Adebayo e la collega Emilia Harcount per ottenere vendetta, ma viene  sconfitto dalle due donne. Nel finale della prima stagione viene visto piangere per la morte delle farfalle, meditando vendetta. Oltre a presentare un costume verde differente da quello dei fumetti Judomaster è estremamente goloso di snack spazzatura: il suo tratto distintivo è infatti mangiare in continuazione pacchetti di "Hot Cheetos".[3]